# FC Pjoenik Jerevan
FC Pjoenik Jerevan (Armeens: Փյունիկ Ֆուտբոլային Ակումբ; Pyunik Futbolayin Akumb) is een Armeense voetbalclub uit de hoofdstad Jerevan.

## Geschiedenis

### Eerste club
In 1992 werd de Armeense competitie opgezet nadat het land onafhankelijk werd van de Sovjet-Unie. Homenetmen Jerevan was medeoprichter en werd kampioen, samen met Sjirak Gjoemri. Twee seizoenen later veranderde de clubnaam in AOSS Jerevan en werd vicekampioen. Voor de start van het seizoen 1995 nam de club opnieuw de naam Homenetmen aan en na dit seizoen werd de clubnaam Pjoenik Jerevan. In 1996 en 1997 werd de club kampioen. De volgende twee seizoenen eindigde de club in de middenmoot, in 1999 nam de club de naam Kilikia Jerevan aan en speelde twee seizoenen in de hoogste klasse. Na één wedstrijd in het seizoen 2001 trok deze club zich terug uit de competitie omdat ze geen inschrijvingsgeld wilden betalen.

### Tweede club
In 1996 werd Armenikum Jerevan opgericht. De club werd kampioen van de tweede klasse in 2000 en promoveerde zo naar de hoogste klasse. Dan werd de naam FC Pjoenik aangenomen. De club heeft niets te maken met Pjoenik dat al drie landstitels had behaald maar toch worden de twee clubs als dezelfde gezien door de Armeense voetbalbond omdat ze dezelfde naam hebben. Pjoenik eindigde tot dusver elk seizoen in de hoogste klasse op de eerste plaats en is de topclub van het land. In 2003 versloeg de club in de eerste voorronde van de UEFA Champions League twee keer de Finse club Tampere United. Ook de volgende twee seizoenen haalde de club de tweede voorronde maar daar wachtte telkens een club die een maatje te groot was.

## In Europa
Pyunik Erevan speelt sinds 1996 in diverse Europese competities. Hieronder staan de competities en in welke seizoenen de club deelnam:
- Champions League (14x)

1997/98, 2002/03, 2003/04, 2004/05, 2005/06, 2006/07, 2007/08, 2008/09, 2009/10, 2010/11, 2011/12, 2015/16, 2022/23, 2024/25
- Europa League (8x)

2012/13, 2013/14, 2014/15, 2016/17, 2017/18, 2018/19, 2019/20, 2022/23
- Conference League (4x)

2022/23, 2023/24, 2024/25, 2025/26
- UEFA Cup (1x)

1996/97

## Bekende (ex-)spelers
- Henrich Mchitarjan
- Aras Özbiliz
- Edgar Manucharian

FA Alasjkert · 
Ararat Jerevan · 
FC Ararat-Armenia ·
BKMA ·
Gandzasar Kapan ·
FC Noah ·
FC Pjoenik Jerevan · 
Sjirak Gjoemri ·
FC Urartu ·
FC Van ·
FC West Armenia
Alasjkert B · 
FC Andranik ·
Ararat B · 
Ararat-Armenia B · 
BKMA B ·
Gandzasar Kapan · 
Lernayin Artsakh · 
FC Nikarm ·
FC Noah B ·
Onor FC ·
Pjoenik B · 
FC Sjoenik · 
MIKA Asjtarak · 
Sjirak Gjoemri B ·
Urartu B